# Пешаково
Пеша̀ково е село в Северозападна България. То се намира в община Видин, област Видин.

## История
През 1958 година, към края на колективизацията местни жители пребиват изпратени в селото комунистически агитатори.

## Население
Преброяване на населението през 2011 г.
Численост и дял на етническите групи според преброяването на населението през 2011 г.:
|                     | Численост | Дял (в %) |
| Общо                | 96        | 100,00    |
| Българи             | 76        | 79,16     |
| Турци               | 0         | 0,00      |
| Цигани              | 20        | 20,83     |
| Други               | 0         | 0,00      |
| Не се самоопределят | 0         | 0,00      |
| Неотговорили        | 0         | 0,00      |